# یواس‌اس واندالیا (آی‌ایکس-۱۹۱)
یواس‌اس واندالیا (آی‌ایکس-۱۹۱) (به انگلیسی: USS Vandalia (IX-191)) یک کشتی بود که طول آن 516 feet 6 inches بود. این کشتی در سال ۱۹۴۴ ساخته شد.